# Непрейка
Непрейка — река в России, протекает по Тульской области. Левый приток Упы.

## География
Река Непрейка берёт начало в дубовых лесах. Течёт на север. На реке расположены пруды рыбхоза «Непрейка». Устье реки находится в 187 км от устья Упы. Длина реки составляет 25 км, площадь водосборного бассейна — 128 км².

## Данные водного реестра
По данным государственного водного реестра России относится к Окскому бассейновому округу, водохозяйственный участок реки — Упа от истока и до устья, речной подбассейн реки — Бассейны притоков Оки до впадения Мокши. Речной бассейн реки — Ока.
Код объекта в государственном водном реестре — 09010100312110000019199.